# Austerlitz (film)
Austerlitz je francosko-italijanski-jugoslovanski-lihtenštajnski vojni film iz leta 1960, ki prikazuje dogodke okoli bitke pri Austerlitzu.